# Автохтон (геология)
Автохто́н (др.-греч. αὐτός «сам» + χθών «земля») — комплекс горных пород, залегающий под поверхностью надвига и не испытавший значительных горизонтальных перемещений с места своего образования, — в противоположность аллохтону. Вместе с паравтохтоном образует лежачее крыло тектонического покрова.
В структурной геологии является большим блоком или массой скалы, которая находится в месте своего первоначального образования по отношению к его подвалу или фундамент скале. Его можно охарактеризовать как укоренившийся в породе фундамента, в отличие от аллохтонного блока или оболочки, которые были перемещены с места своего образования. В то время как автохтон мог испытать незначительное смещение, аллохтонный блок переместится как минимум на несколько километров. Если в вышележащем аллохтоне есть отверстие или отверстие, которое обнажает лежащий под ним автохтонный материал, это отверстие называется окном.